# David Toman (Grasskiläufer, 1996)
David Toman (* 19. Februar 1996) ist ein tschechischer Grasskiläufer. Er startet seit 2011 im Weltcup.

## Karriere
Neben Rennen im Tschechien-Cup nahm Toman im Juli 2011 erstmals an zwei Weltcuprennen in Olešnice v Orlických horách teil, die in diesem Jahr seinen einzigen internationalen Wettkämpfe waren. Er beendete den Super-G an 35. Position und wurde in der Super-Kombination disqualifiziert, weshalb er in der Saison 2011 ohne Weltcuppunkte blieb. In der Saison 2012 nahm Toman neben FIS-Rennen bereits an sieben der insgesamt zwölf Weltcuprennen teil. Bei seinen ersten Weltcuprennen des Jahres im Juli in Předklášteří erzielte er den neunten Platz im Slalom und den zwölften Rang im Riesenslalom – und damit seine bisher besten Weltcupergebnisse. Danach nahm er noch an den Weltcuprennen in Dizin und in Rettenbach teil, bei denen er weitere zwei Mal unter die schnellsten 15 fuhr. Im Gesamtweltcup erreichte er damit den 21. Rang. Erstmals nahm Toman 2012 in Burbach auch einer Juniorenweltmeisterschaft teil, bei der er mit Rang 8 in der Super-Kombination, Platz 12 im Super-G und Rang 14 im Riesenslalom Ergebnisse im guten Mittelfeld erzielte. Nur im Slalom schied er im zweiten Durchgang aus.

## Erfolge

### Juniorenweltmeisterschaften
- Burbach 2012: 8. Super-Kombination, 12. Super-G, 14. Riesenslalom

### Weltcup
- 4 Platzierungen unter den besten 15